# Musée de l'Holocauste d'Illinois
Le musée de l'Holocauste et centre d'éducation d'Illinois est le principal mémorial et musée de la Shoah dans le Midwest des États-Unis. Son coût de création a été 45 millions de dollars, sa superficie est d'environ 20 000 mètres carrés et il présente une centaine d'articles autour de l'Holocauste et environ 2 000 vidéos enregistrées de témoignages de la Shoah et d'autres génocides.
Le musée est situé à  Skokie, une banlieue de Chicago qui a une grande communauté juive. Dans cette banlieue, un groupe néo-nazi a tenté de faire une marche en 1977 et 1978.